# Stari grad (Novi Sad)
Pour les articles homonymes, voir Stari Grad.
Stari grad (en serbe cyrillique : Стари град), également connu sous le nom de Centar, est un quartier de Novi Sad, la capitale de la province autonome de Voïvodine, en Serbie.
Situé sur la rive gauche du Danube et dans la région de la Bačka, Stari grad est le quartier le plus ancien et le plus central de la ville.

## Limites et parties

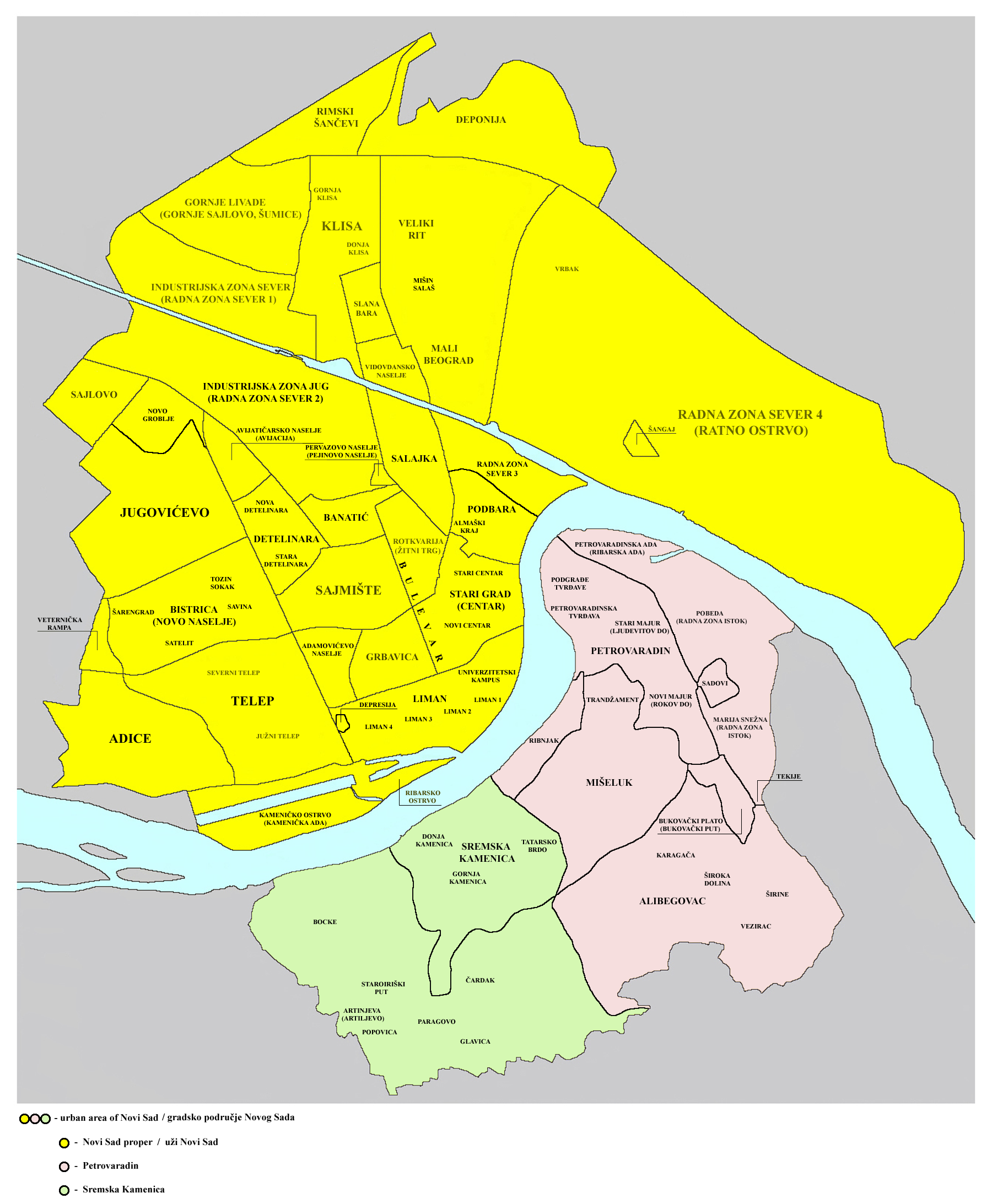
La zone urbaine de Novi Sad

Stari grad est bordé par le Danube à l'est, c'est-à-dire par le Kej žrtava racije (le « Quai des victimes du raid ») et le Beogradski kej (le « Quai de Belgrade »), au nord par la rue Miloša Bajića, par le Trg republike (la « place de la République »), par les rues Daničićeva, Milovana Vidakovića, Skerlićeva et par les « bloks » situés au nord de la rue Pašićeva et du Trg Toze Markovića ; à l'ouest, il est délimité par les rues Temerinska, Jovana Subotića, Šafarikova, Jevrejska et par le Bulevar oslobođenja (le « boulevard de la Libération ») et, au sud, par le Bulevar cara Lazara (le « boulevard de l'empereur Lazare »).
Le quartier est ainsi entouré par ceux de Liman au sud, Grbavica et Rotkvarija à l'ouest, Podbara au nord et Petrovaradin à l'est, sur l'autre rive du Danube.
Stari grad est séparé en deux parties par le Bulevar Mihajla Pupina : le stari centar (le « vieux centre »), au nord du boulevard, et le novi centar (le « nouveau centre »), au sud du boulevard. Sur le plan administratif, il est constitué de trois communautés locales, celles de Stari Grad, Sonja Marinković et Prva vojvođanska brigada.

## Institutions

### Institutions politiques et administratives

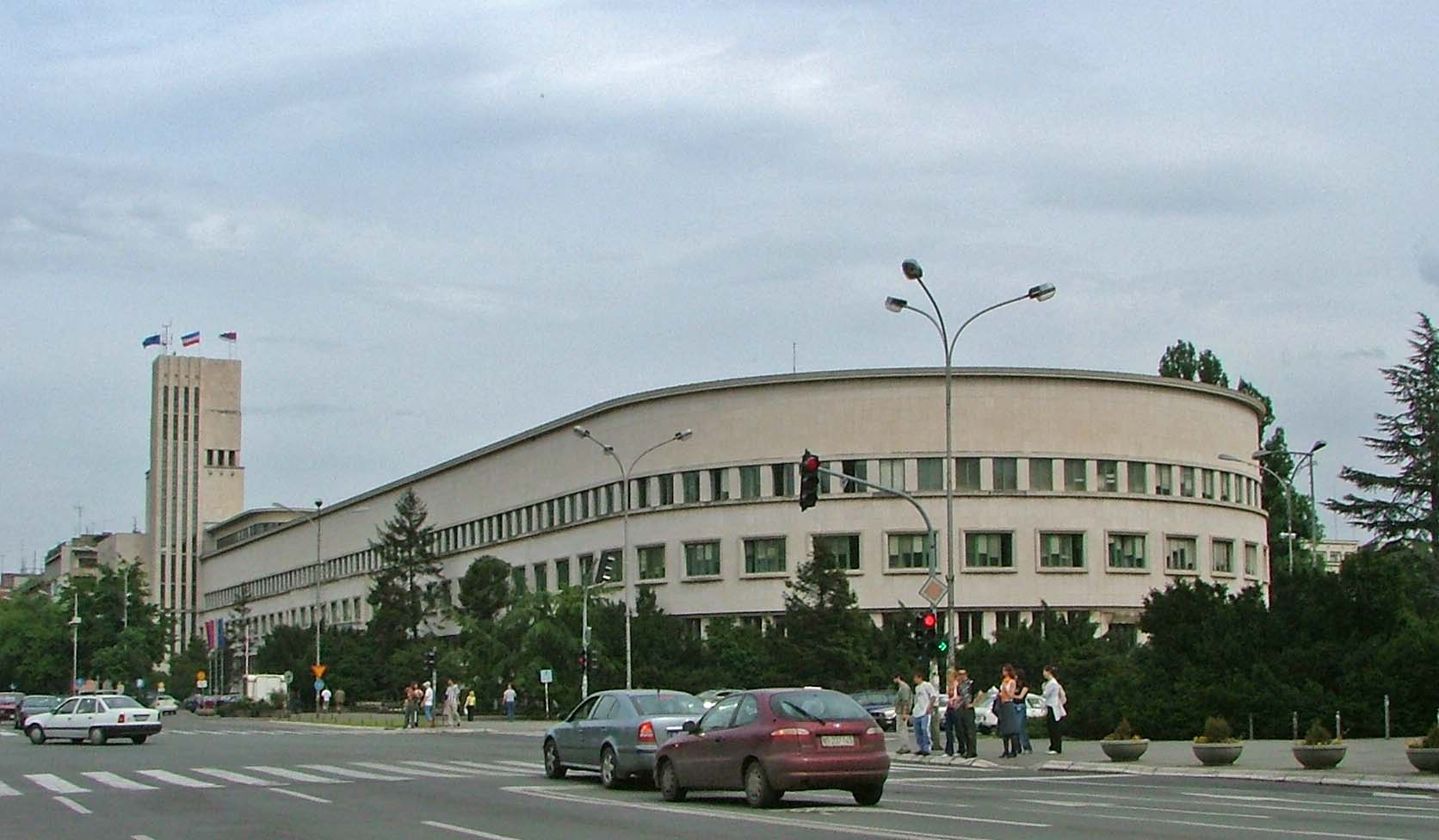
Le complexe de la Banovine, siège de l'assemblée et du gouvernement de la province autonome de Voïvodine

- Gouvernement de la province autonome de Voïvodine
- Assemblée de la province autonome de Voïvodine
- Gouvernement de Novi Sad
- Assemblée de la ville de Novi Sad
- Communauté locale Stari Grad
- Communauté locale Sonja Marinković
- Communauté locale Prva vojvođanska brigada
- Tribunal de district
- Tribunal municipal
- Bureau du procureur du district
- Bureau du procureur de la municipalité

### Institutions culturelles
- Matica srpska[1]
- Bibliothèque de la Matica srpska
- Galerie de la Matica srpska
- Théâtre national serbe[2]
- Théâtre de la jeunesse[3]
- Musée de Voïvodine[4]
- Archives de Voïvodine[5]

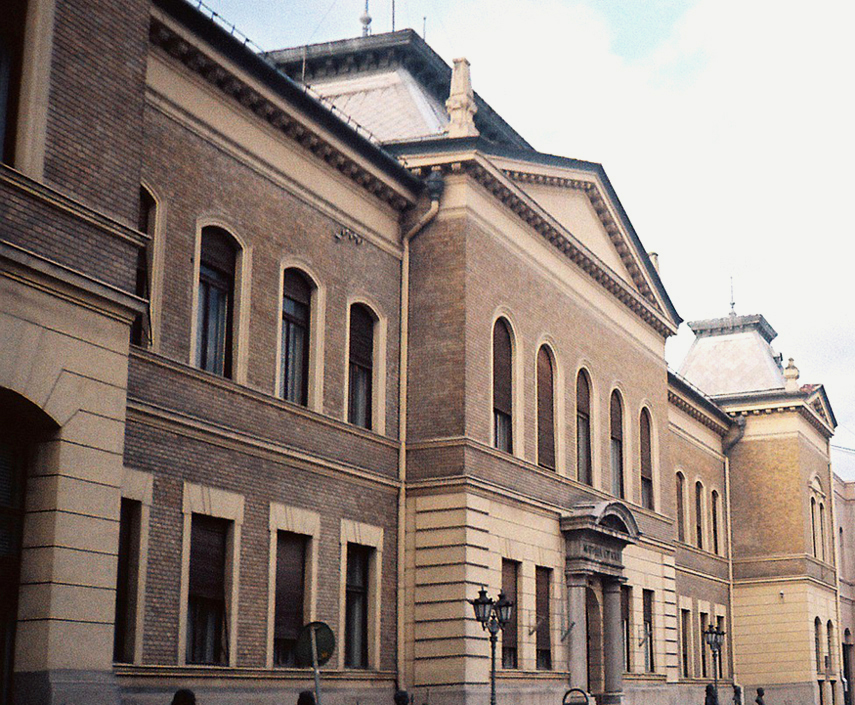
La Matica srpska

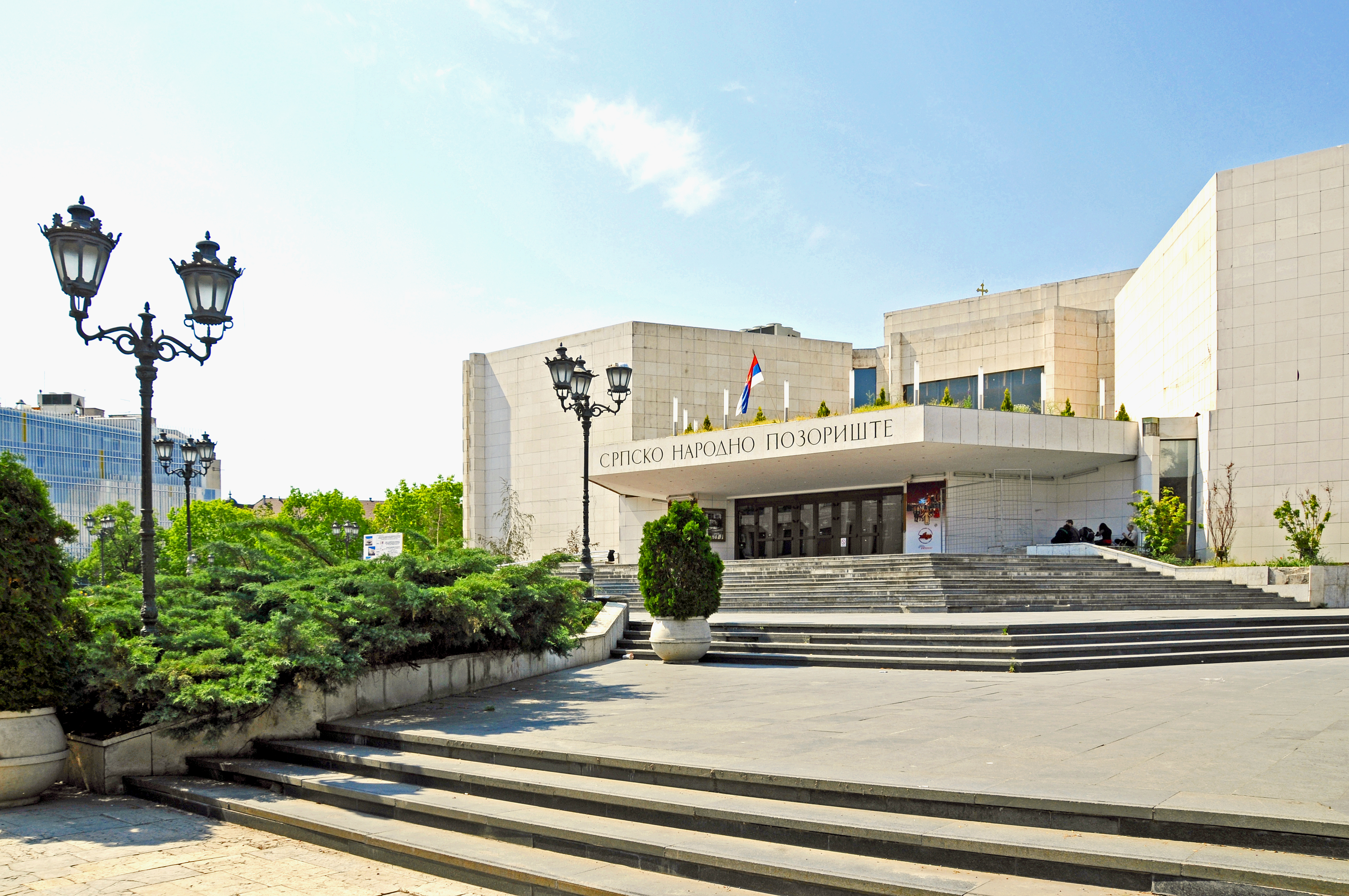
Le Théâtre national serbe de Novi Sad

- Direction générale de l'Académie serbe des sciences et des arts
- Académie des sciences, des arts et de la culture de Voïvodine[6]
- Bibliothèque municipale[7]
- Centre culturel de Novi Sad[8]
- Radio Télévision de Voïvodine[9]
- Musée d'art contemporain de Voïvodine[10]
- Collection commémorative Pavle Beljanski[11]
- Galerie des beaux-arts - Donation et collection de Rajko Mamuzić[12]
- Musée du théâtre de Voïvodine[13]
- Matica Aškalija

### Institutions économiques
- Razvojna banka Vojvodine

### Institutions éducatives
- Faculté de sport et d'éducation physique[14]
- Faculté de sport et de tourisme[15]

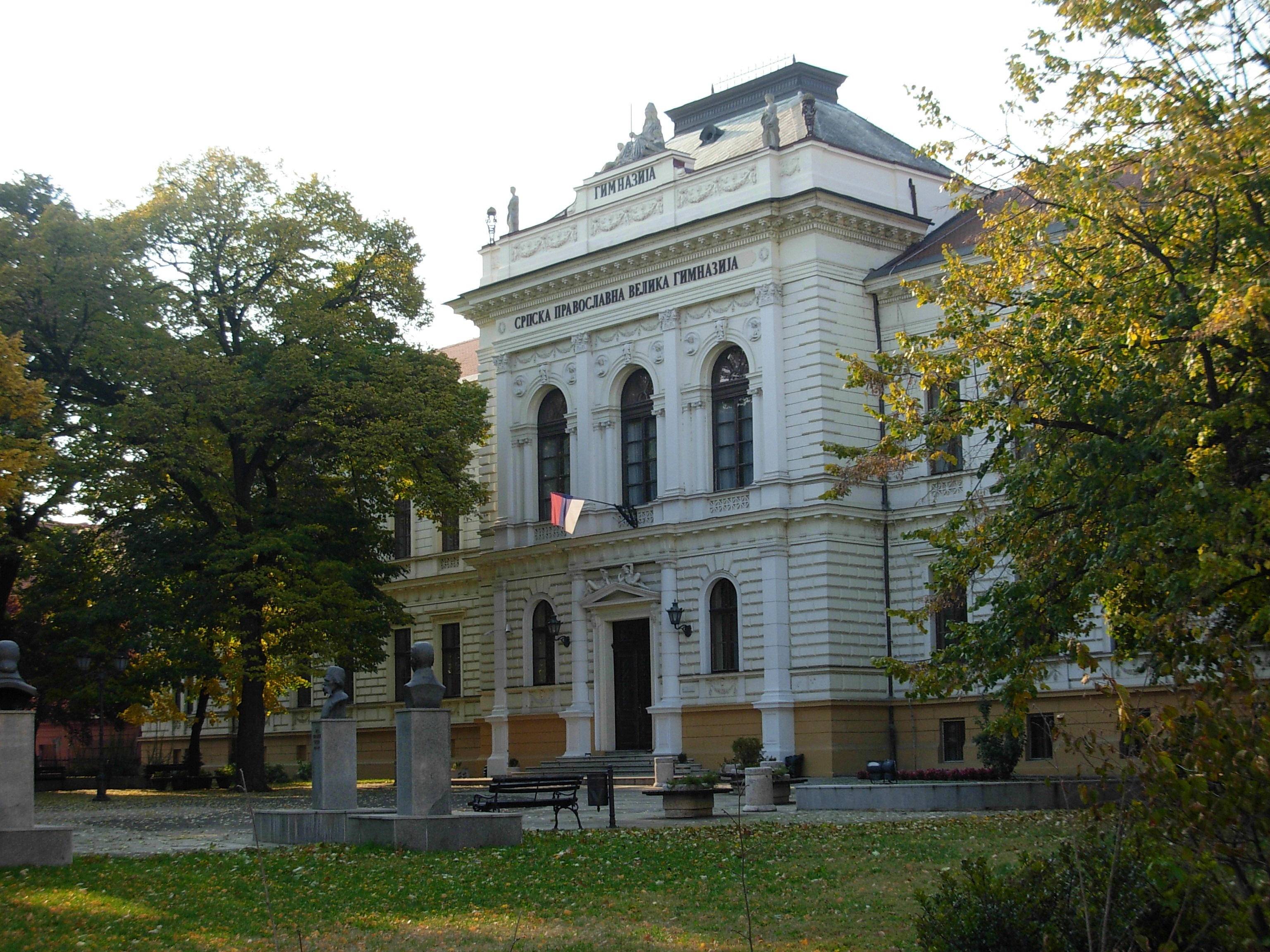
Le Lycée Jovan Jovanović Zmaj

- École supérieure de formation des maîtres[16]
- Université ouverte de Novi Sad[17]
- Lycée Jovan Jovanović Zmaj[18]
- Lycée Isidora Sekulić[19]
- Lycée Svetozar Marković[20]
- École secondaire Svetozar Miletić (économie, commerce, restauration, tourisme)[21]
- École secondaire de musique Isidor Bajić[22]
- École secondaire de danse[23]

## Quelques édifices religieux

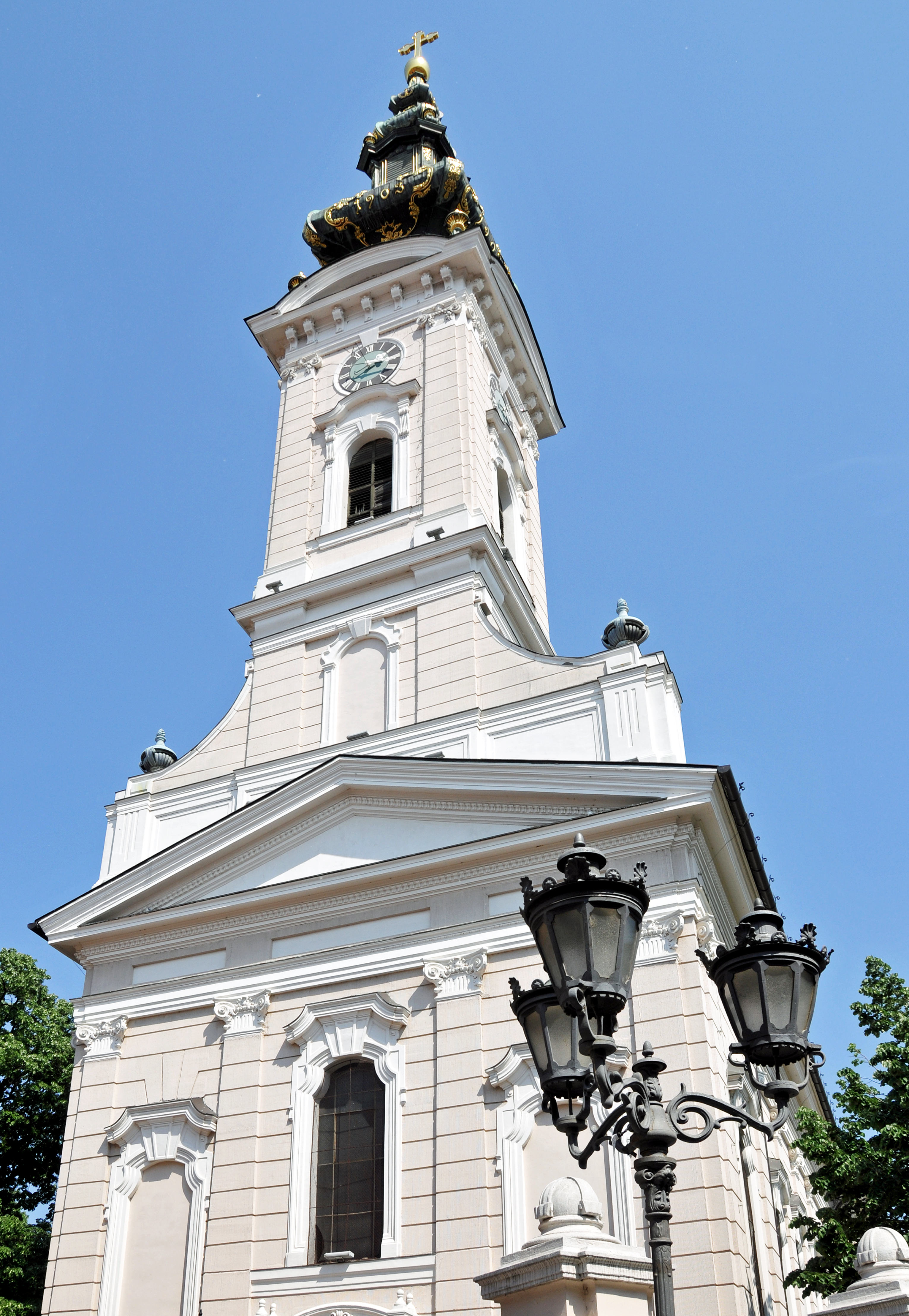
La cathédrale orthodoxe Saint-Georges

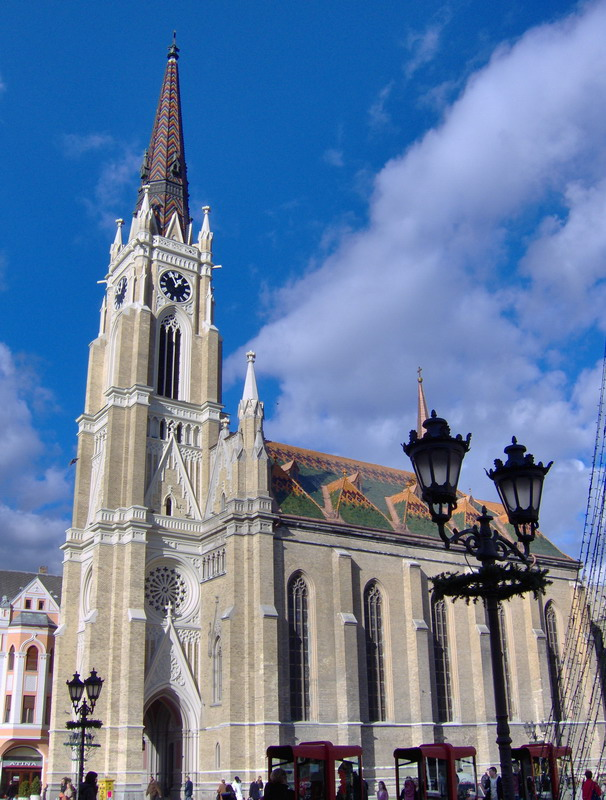
L'église catholique du Nom-de-Marie

- Cathédrale orthodoxe Saint-Georges
- Église orthodoxe de la Dormition-de-la-Mère-de-Dieu
- Église orthodoxe Saint-Nicolas
- Église adventiste
- Maison de prière adventiste
- Église évangélique (pentecôtiste)
- Église catholique du Nom-de-Marie
- Église Saint-Pierre-et-Saint-Paul (uniate)
- Synagogue

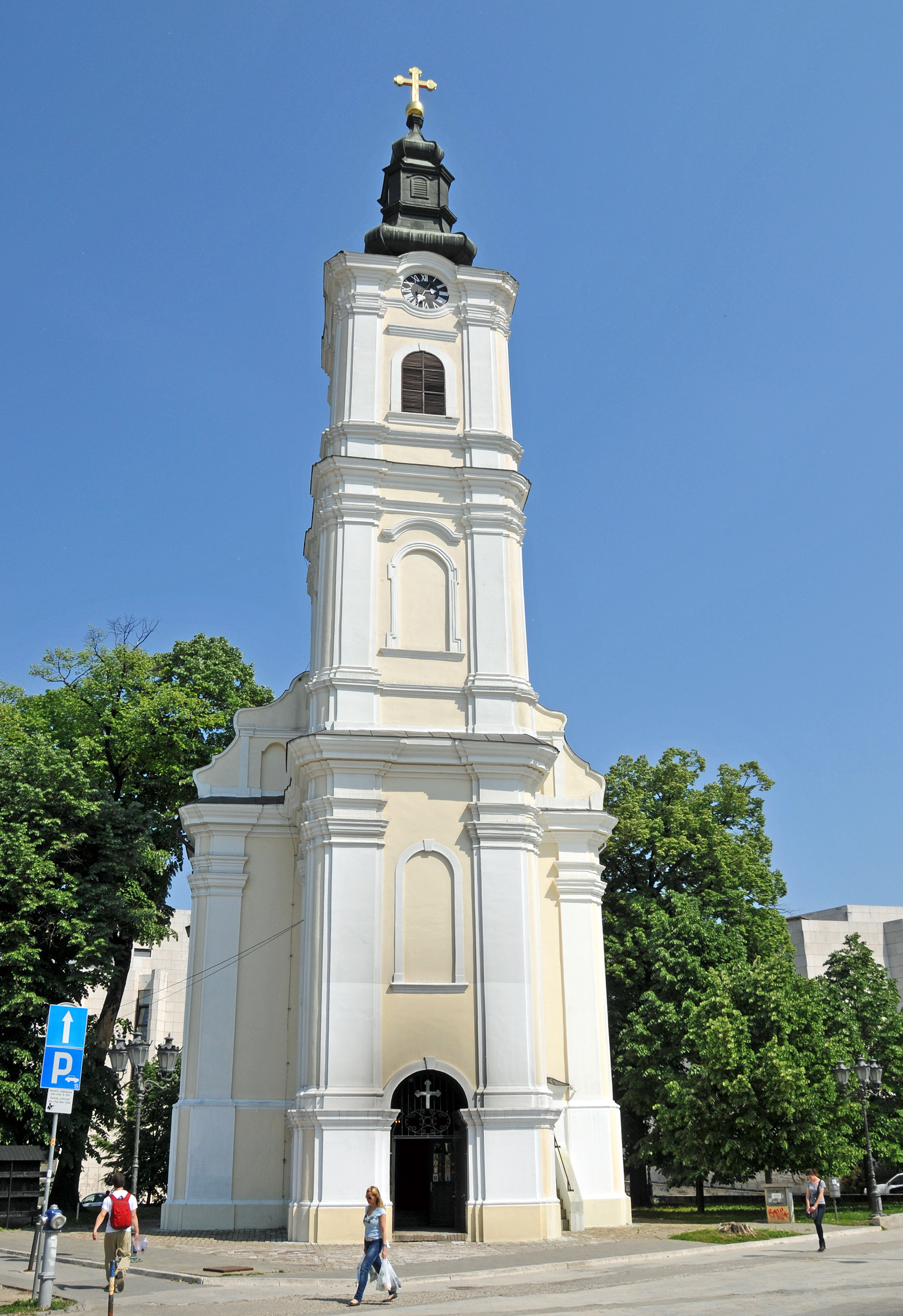
L'église de la Dormition-de-la-Mère-de-Dieu
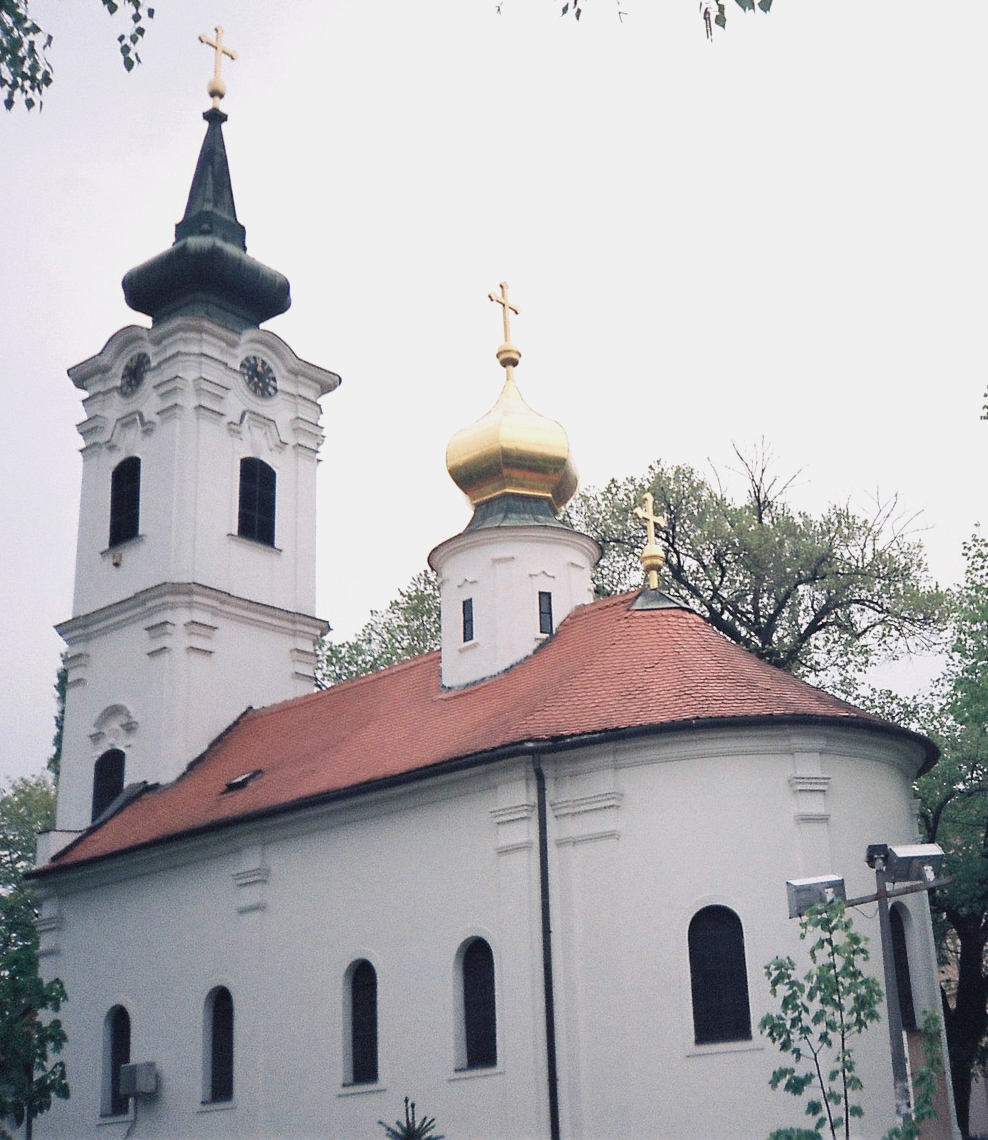
L'église orthodoxe Saint-Nicolas
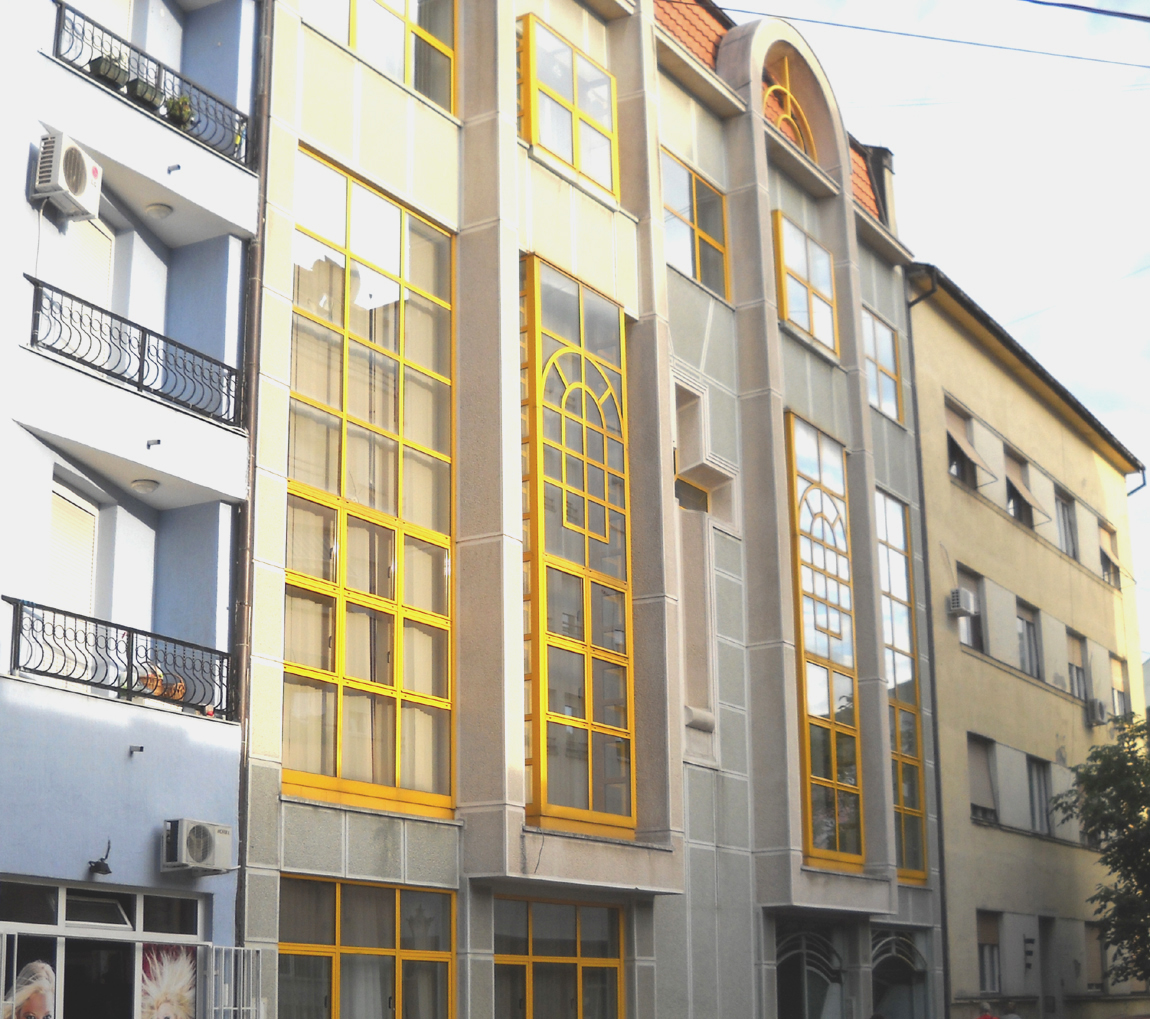
L'église adventiste
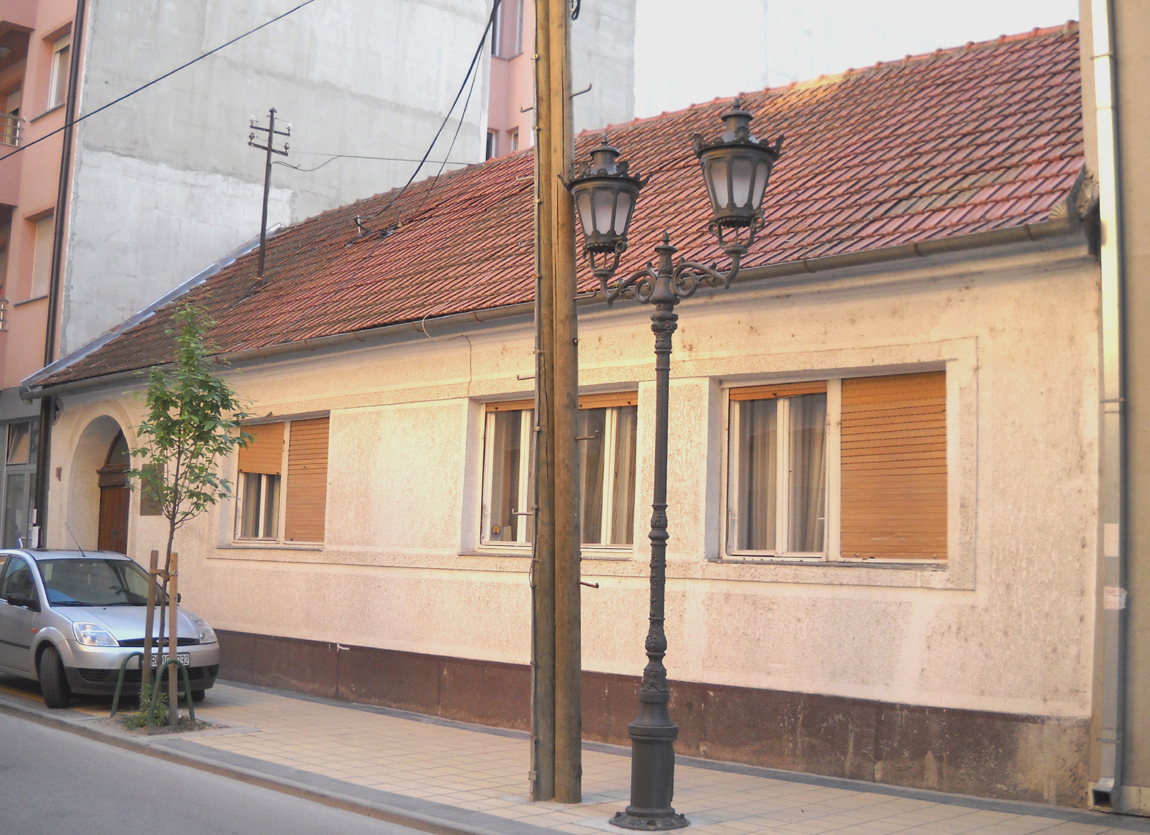
La maison de prière adventiste
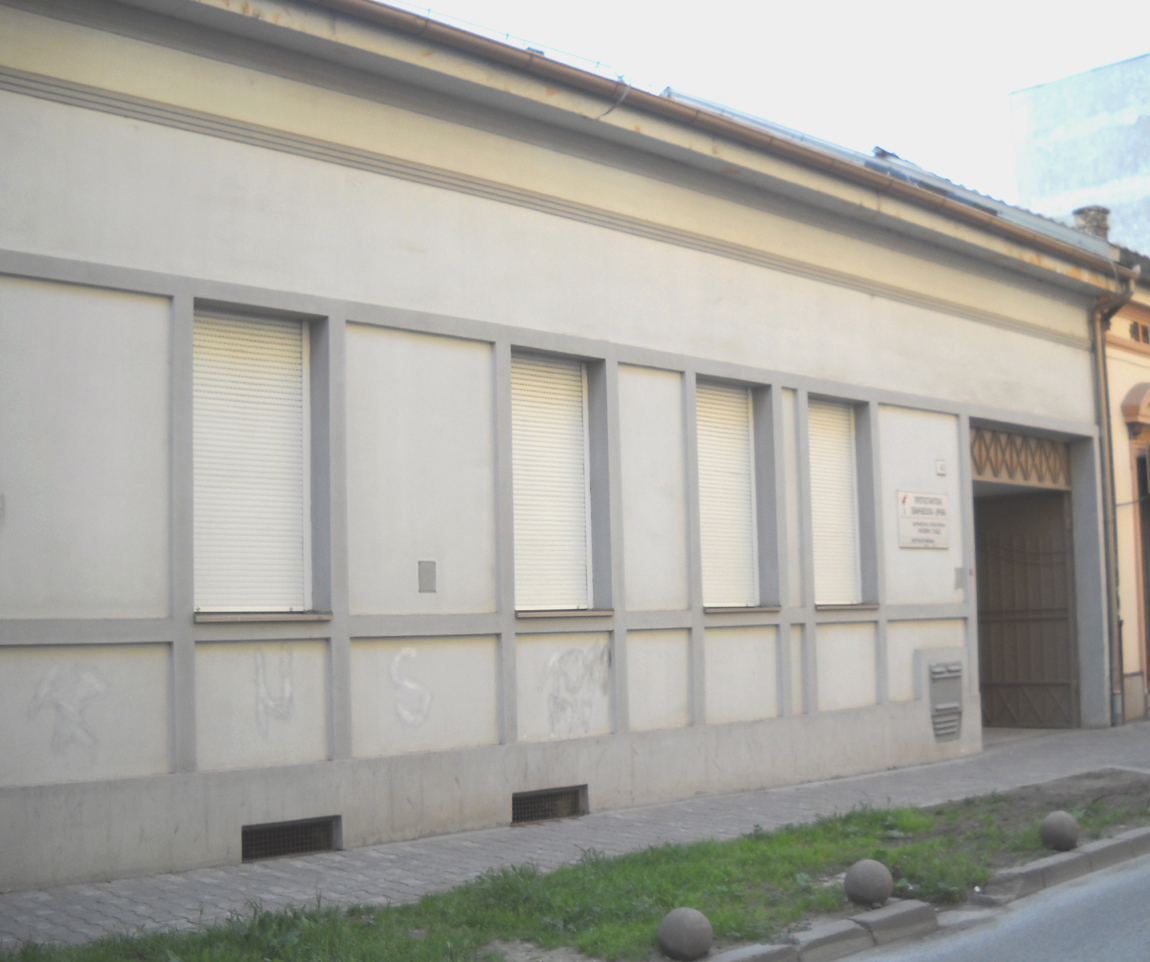
L'Église évangélique (pentecôtiste)
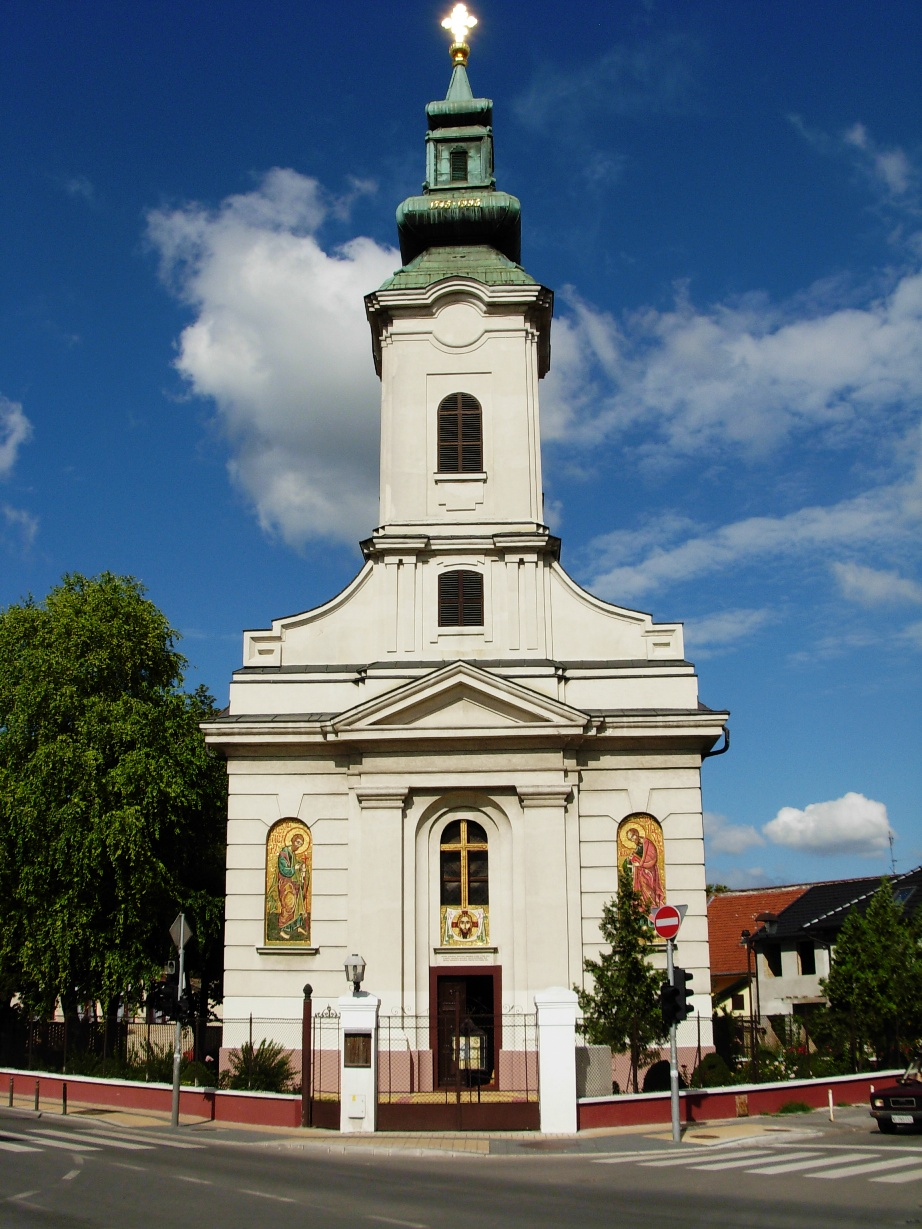
L'église Saint-Pierre-et-Saint-Paul (uniate)
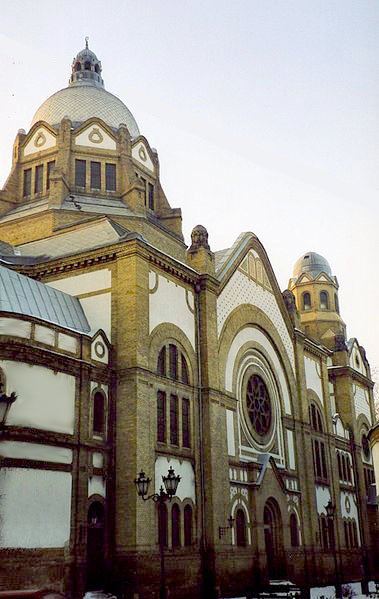
La synagogue de Novi Sad

## Quelques bâtiments célèbres
- Hôtel de ville
- Complexe de la Banovine
- Palais épiscopal de l'éparchie de Bačka
- Centre sportif SPENS

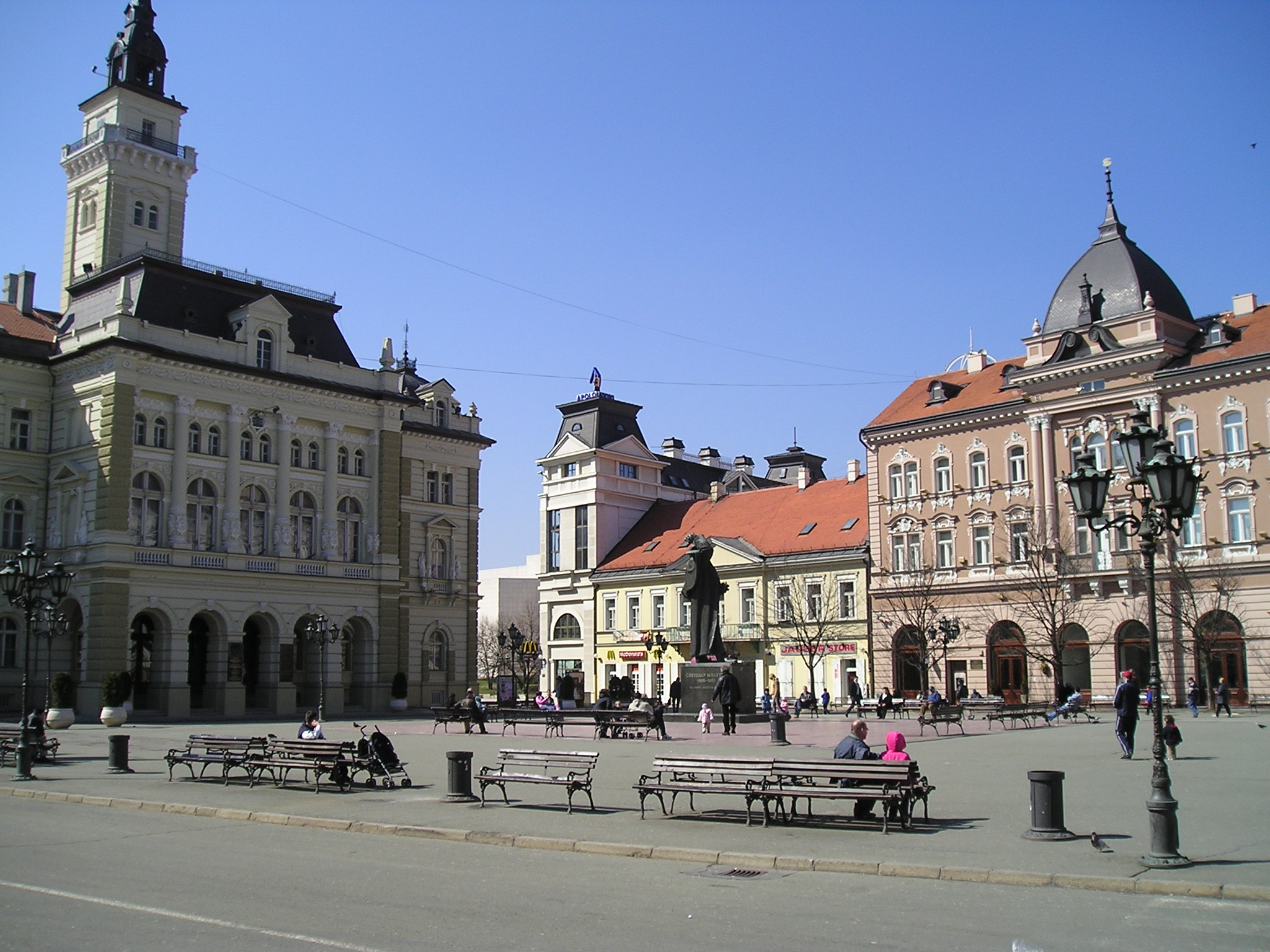
L'Hôtel de ville et le Trg slobode (« place de la Liberté »)

- Stade Karađorđe (stade du FK Vojvodina Novi Sad)
- Bâtiment de l'hôtel Vojvodina
- Immeuble Tanurdžić
- Centre commercial Apolo

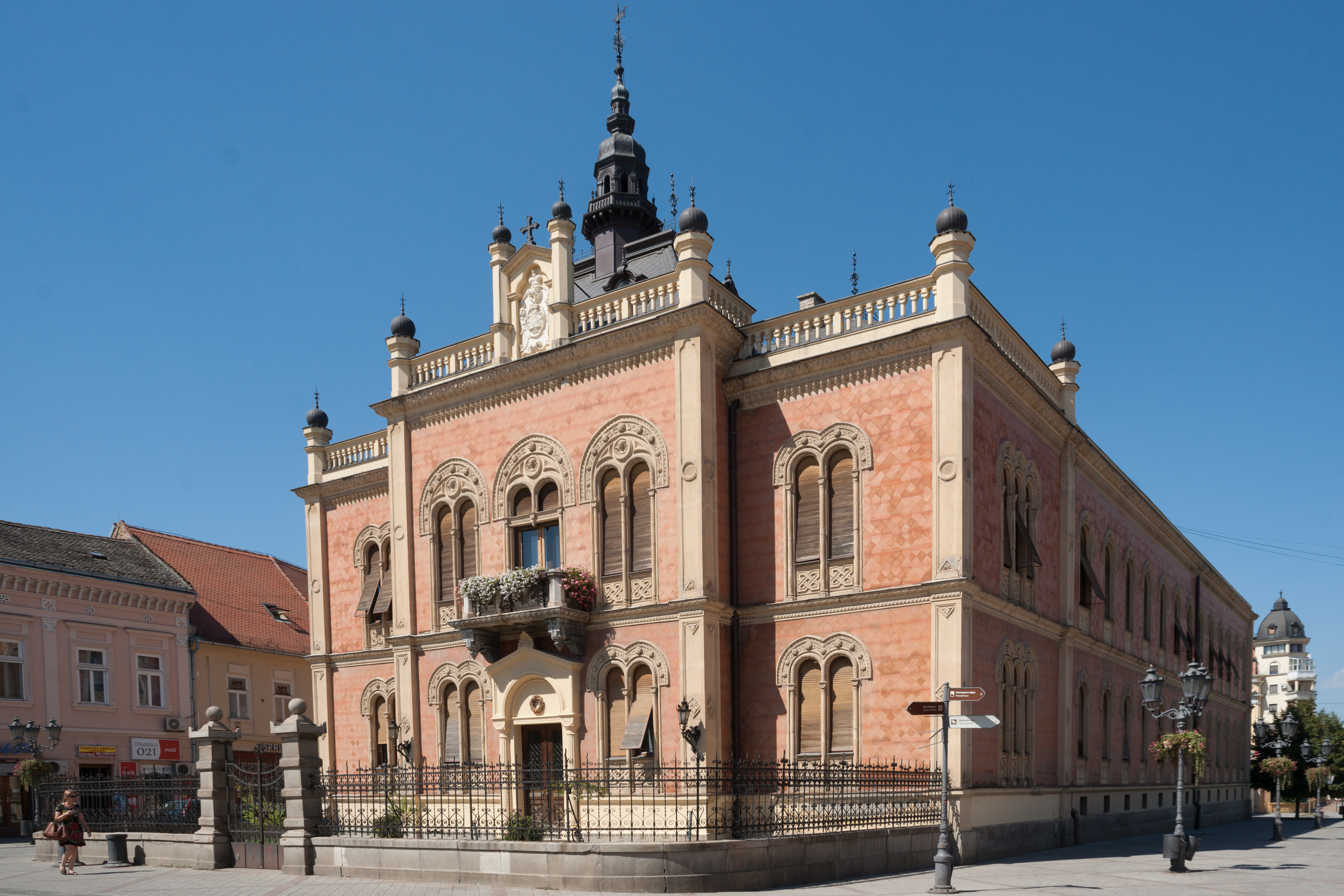
Le Palais épiscopal de l'éparchie de Bačka
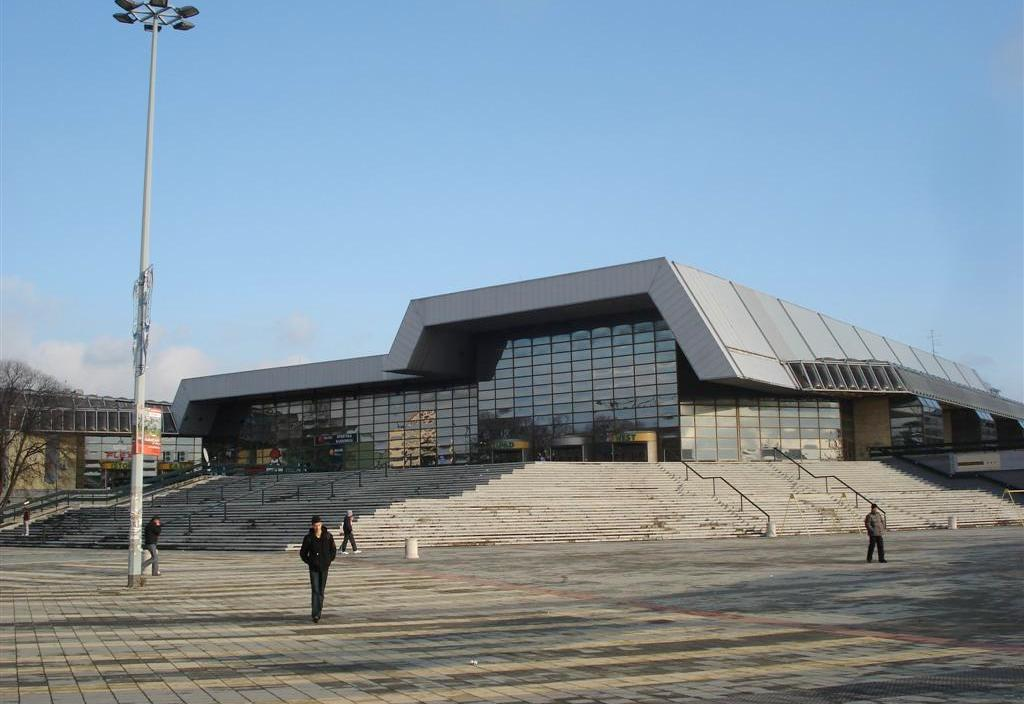
Le centre sportif SPENS
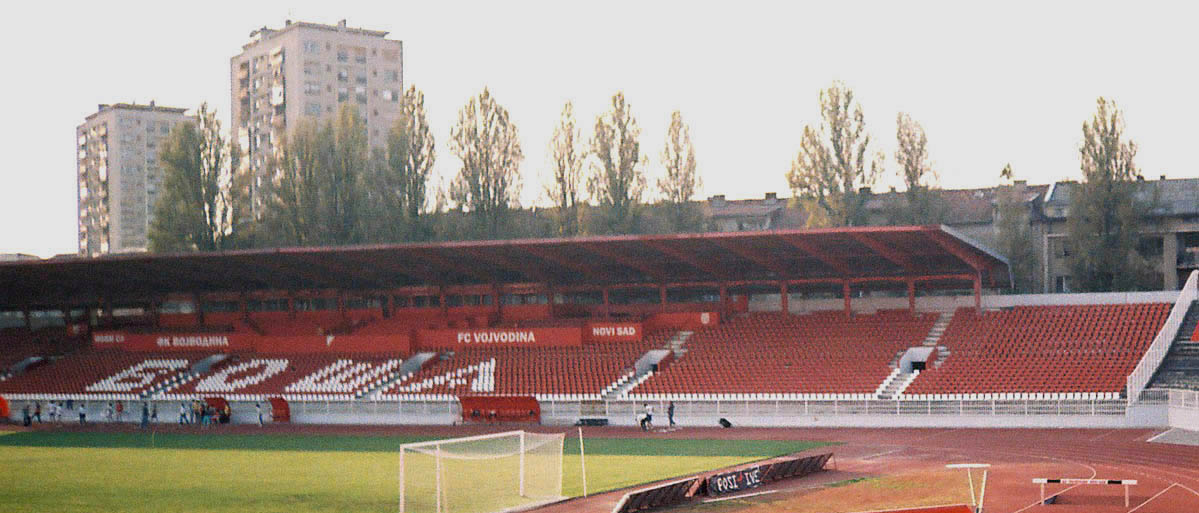
Le stade Karađorđe
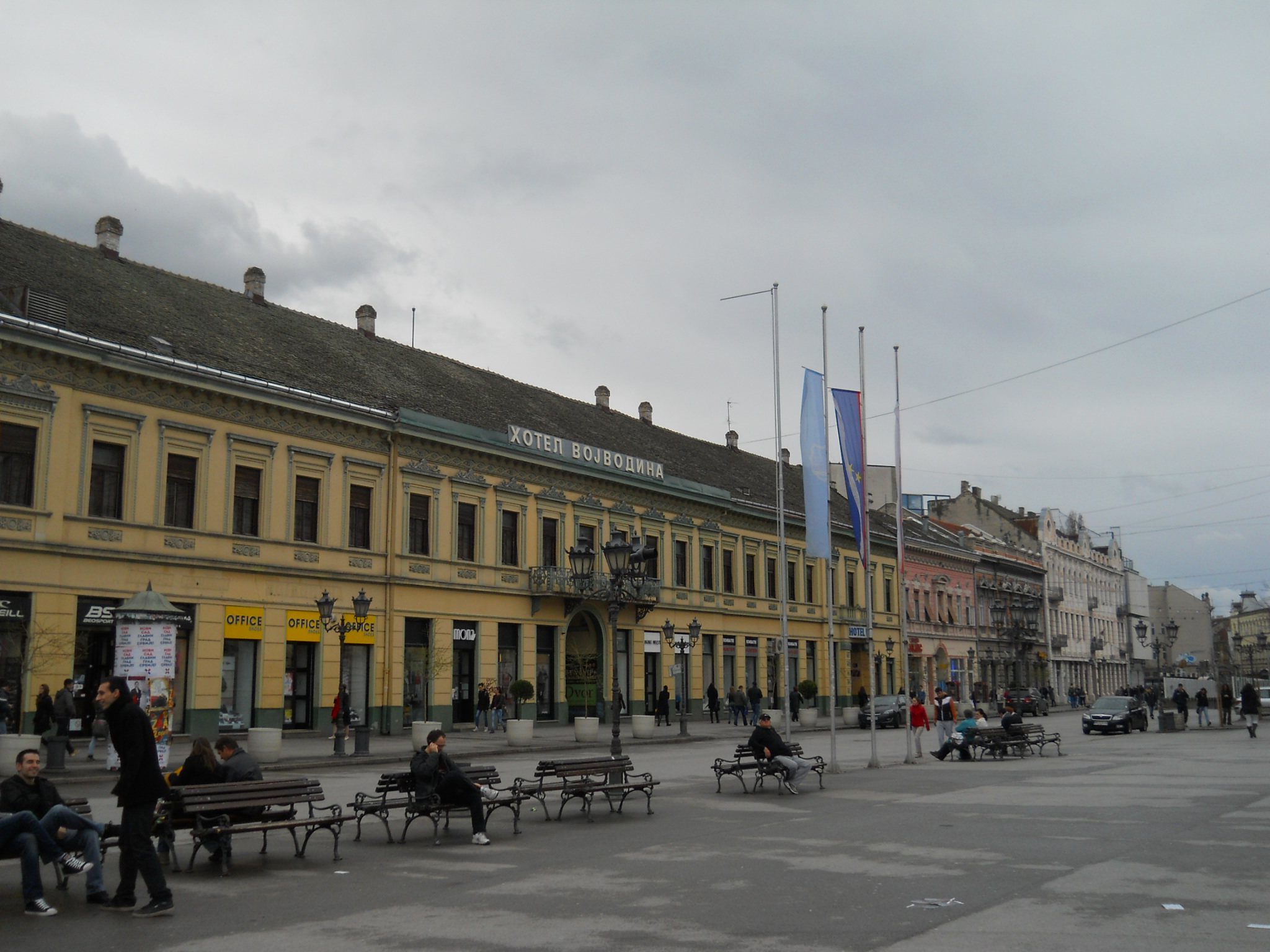
L'hôtel Vojvodina
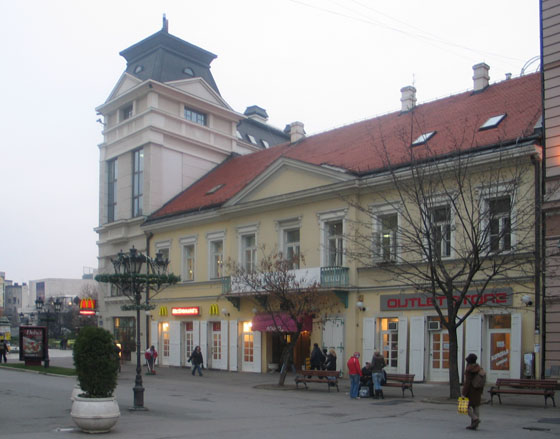
Le centre commercial Apolo

## Rues et transports

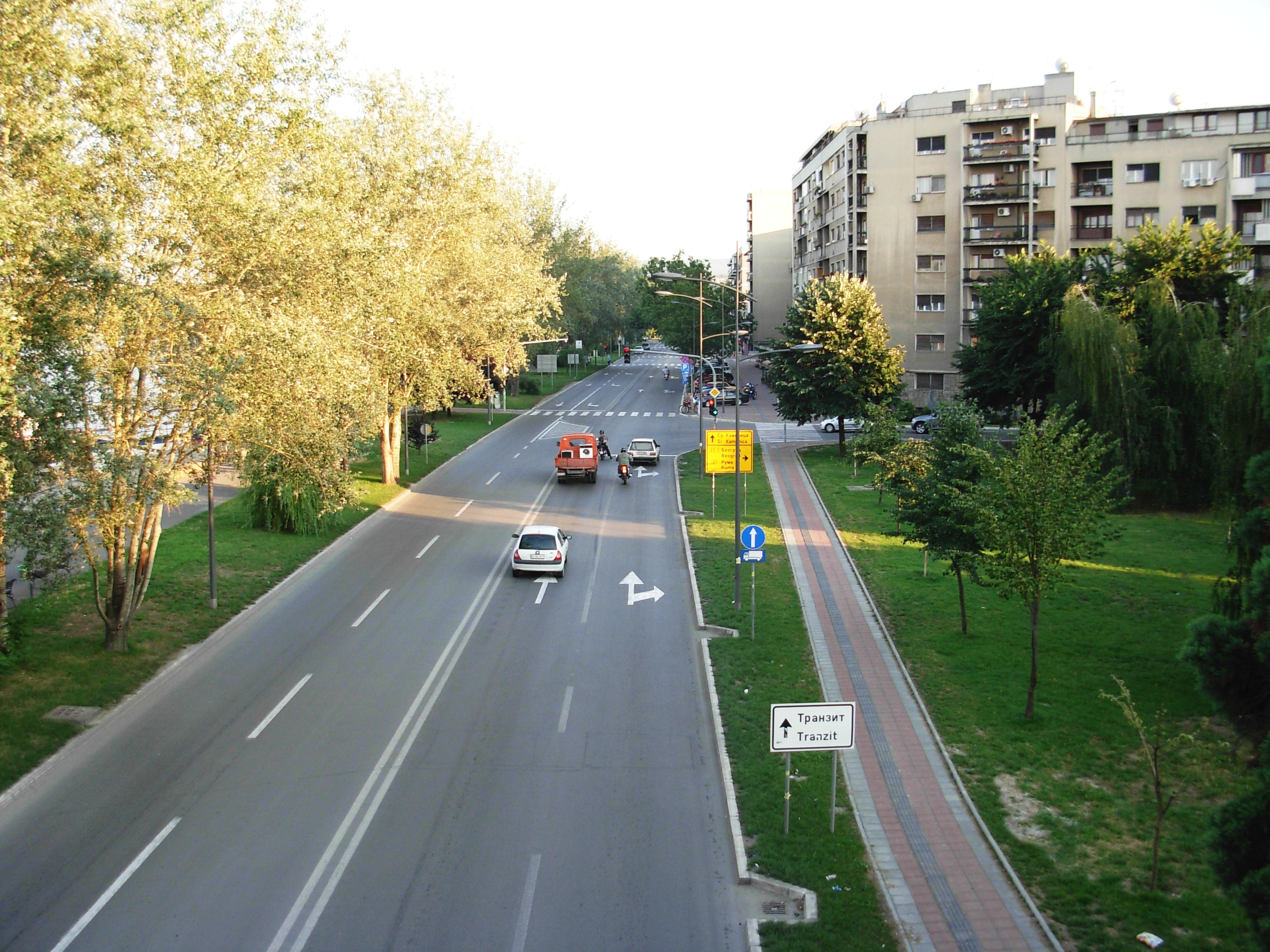
Le Beogradski kej

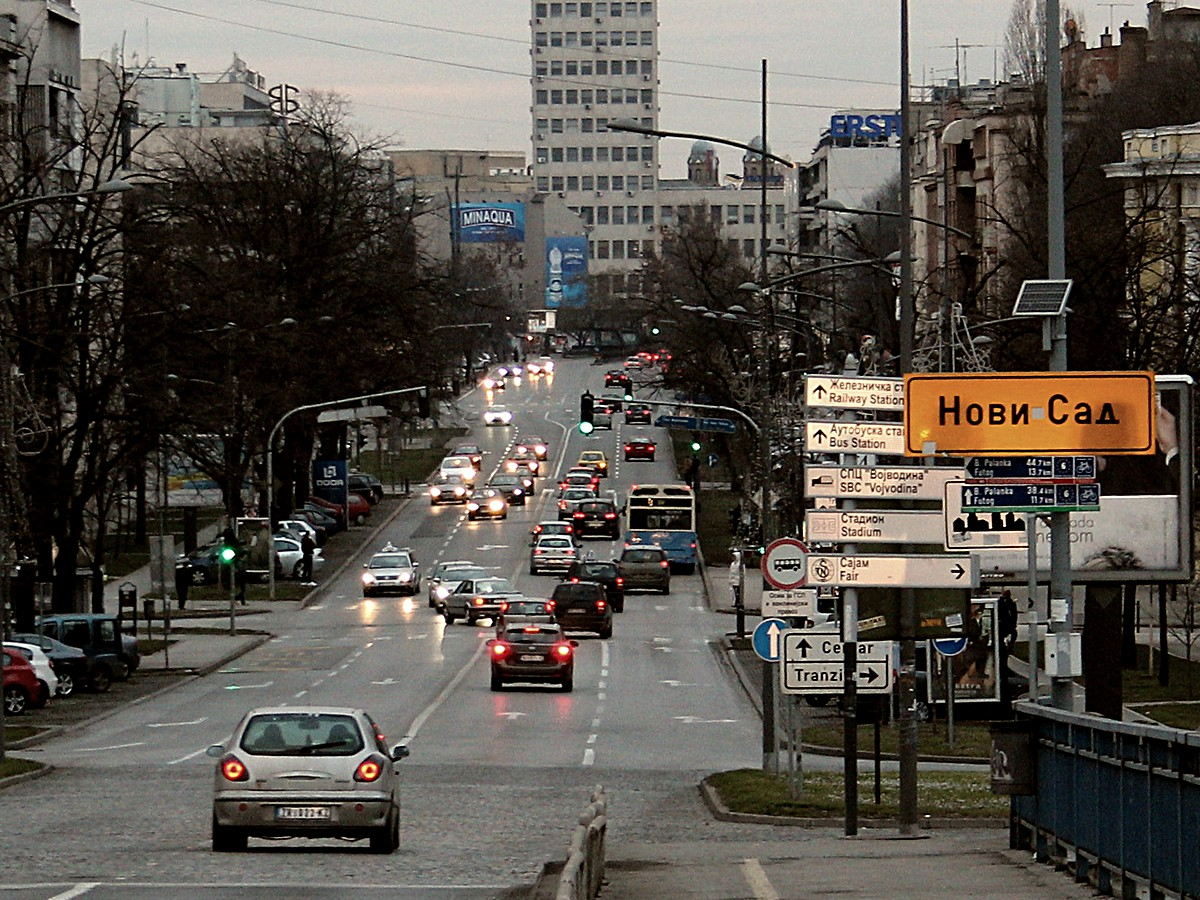
Le Bulevar Mihajla Pupina

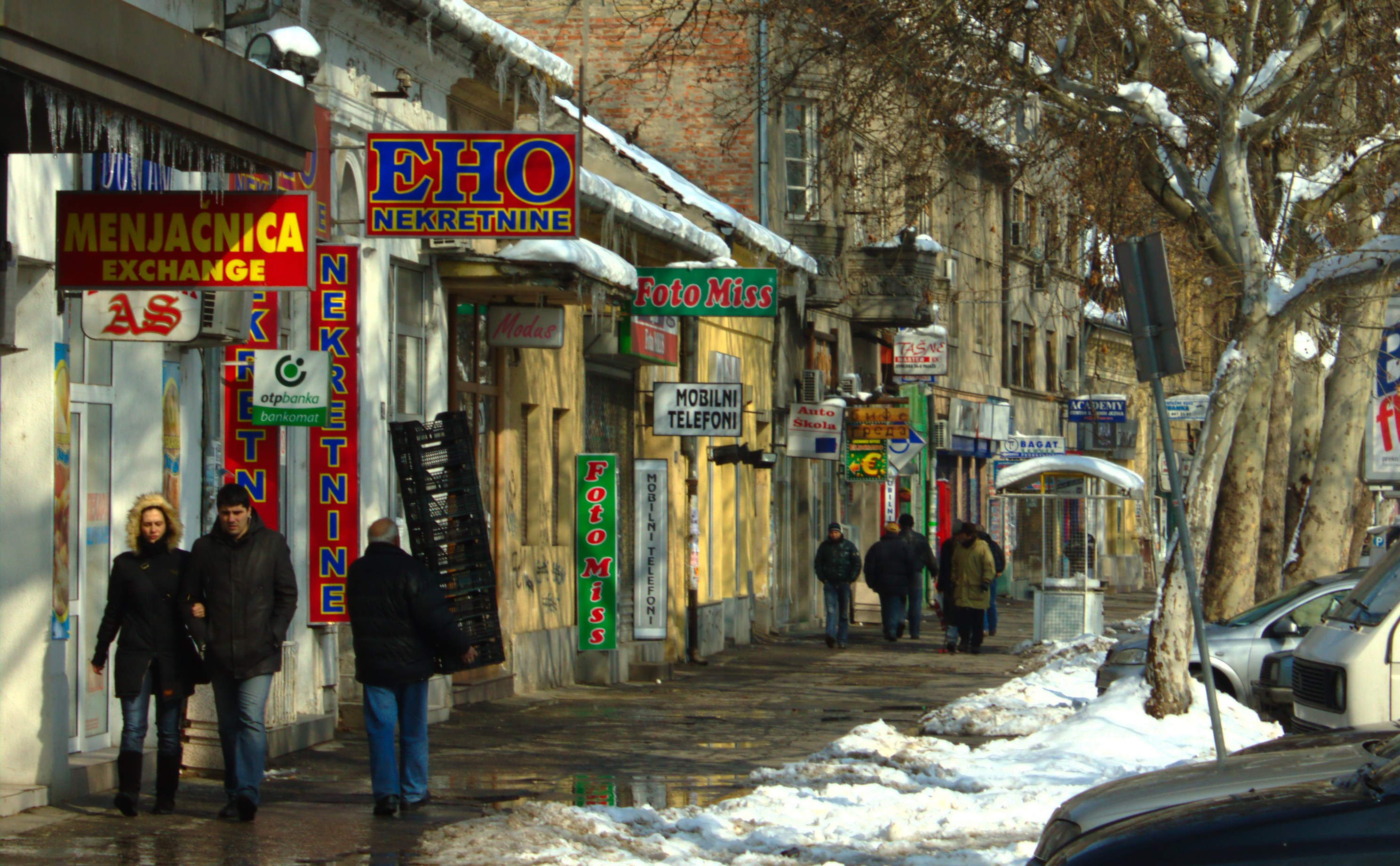
La rue Jevrejska

Parmi les rues et artères les plus importantes du quartier de Novi Sad, on peut citer :
- Beogradski kej (le « quai de Belgrade »)
- Bulevar Mihajla Pupina (Le « boulevard Mihailo Pupin »)
- Bulevar oslobođenja (le « boulevard de la Libération »)
- Bulevar cara Lazara
- Vojvođanskih brigada
- Gimnazijska
- Dunavska
- Železnička
- Zlatne grede
- Zmaj Jovina
- Jevrejska
- Jovana Subotića
- Kej žrtava racije (le « quai des victimes du raid »)
- Kralja Aleksandra
- Laze Telečkog
- Maksima Gorkog
- Modene
- Njegoševa
- Pašićeva
- Radnička
- Svetozara Miletića
- Stražilovska
- Temerinska
- Uspenska
- Šafarikova

Le quartier est desservi par de nombreuses lignes de la société de transport municipal JGSP Novi Sad : lignes 1, 2, 3, 3A, 4, 5, 5N, 6, 7, 8, 9, 10, 10A, 10B, 11A, 11B, 12, 14, 15, 15A, 16A, 61, 62, 64, 68, 69, 70, 71, 72, 73, 74, 76, 77, 78, 79, 81, 82, 83 et 84.